# Howie Hawkins

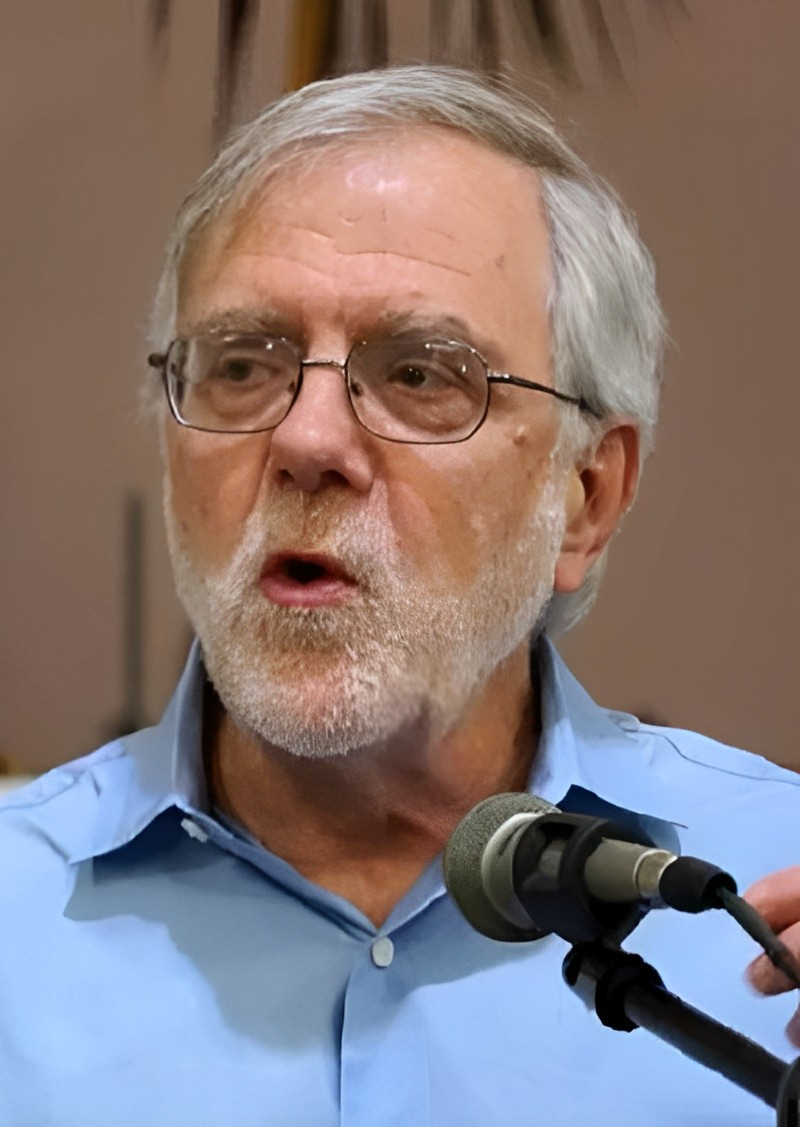
Howie Hawkins năm 2018

Howard Gresham Hawkins (sinh ngày 8 tháng 12 năm 1952) là một nhà hoạt động môi trường và công đoàn viên người Mỹ đến từ New York. Là người đồng sáng lập Đảng Xanh của Hoa Kỳ, Hawkins là ứng cử viên tổng thống của đảng này trong cuộc bầu cử tổng thống năm 2020. Các vấn đề chính trong chiến dịch tranh cử của ông bao gồm việc ban hành một phiên bản xã hội chủ nghĩa sinh thái của Thỏa thuận mới Xanh, mà ông đề xuất lần đầu tiên vào năm 2010, và xây dựng một phong trào chính trị và xã hội độc lập, khả thi của tầng lớp lao động đối lập với các đảng Dân chủ và Cộng hòa cũng như chủ nghĩa tư bản nói chung.
Hawkins đã đóng vai trò hàng đầu trong các phong trào chống chiến tranh, chống hạt nhân  và ủng hộ công nhân kể từ những năm 1960. Hawkins là một hội viên công đoàn Teamsters, công nhân xây dựng đã nghỉ hưu; từ năm 2001 cho đến khi nghỉ hưu vào năm 2017, Hawkins làm công việc bốc dỡ xe tải ca đêm cho UPS.
Hawkins đã ứng cử vào các vị trí chính phủ khác nhau trong 24 lần, tất cả đều không thành công. Ông là ứng cử viên Đảng Xanh của New York vào Thượng viện Hoa Kỳ năm 2006. Năm 2010, Hawkins ra tranh cử với tư cách là ứng cử viên của Đảng Xanh cho chức Thống đốc New York, đảng này đã khôi phục được quyền tiếp cận lá phiếu khi nhận được hơn 50.000 phiếu tối thiểu. Năm 2014, Hawkins tranh cử lại vào vị trí tương tự và nhận được 5% phiếu bầu. Hawkins tranh cử Thị trưởng Syracuse vào năm 2017 và nhận được bốn phần trăm (khoảng 1.000) phiếu bầu. Sau đó, ông tranh cử lần thứ ba cho chức Thống đốc New York vào năm 2018 nhưng chỉ nhận được ít hơn hai phần trăm phiếu bầu.